# Pearry Teo
Pearry Teo, all'anagrafe Pearry Reginald Teo Zhang Pingli (Singapore, 23 luglio 1978 – Los Angeles, 9 marzo 2023), è stato un regista e sceneggiatore singaporiano. Fu il primo regista proveniente da Singapore a dirigere un film di Hollywood.

## Biografia
Iniziò la sua carriera da attore quando andava ancora a scuola, girando veri e propri film con telecamere prese in prestito. Il suo primo film fu Liberata Me, che vinse il premio come miglior horror al New York International Film Festival. Successivamente ha girato The Gene Generation.
Si trasferì prima in Australia e poi negli Stati Uniti per continuare la sua carriera di regista. Diresse vari film, tra cui Necromentia. Nel 2013 collaborò con Christine Converse alla serie televisiva Bedlam Stories. La serie, ambientata nel 1920, narrava la storia della reporter realmente esistita Nellie Bly, rinchiusa in un ospedale psichiatrico.

## Filmografia
- Liberata Me (2002)
- Children of the Arcana (2003)
- Take Me Somewhere Nice (2004)
- Blade Gen - The Gene Generation (2007)
- Necromentia (2009)
- Witchville (2010)
- Dead Inside (2011)
- Dracula: The Dark Prince (2013)
- The Curse of Sleeping Beauty (2016)